# علم اجتماع المجموعات الصغيرة
علم اجتماع المجموعات الصغيرة هو مجال فرعي من علم الاجتماع يدرس الفعل والتفاعل وأنواع المجموعات الاجتماعية الناتجة عن العلاقات الاجتماعية. في الحياة الاجتماعية، المجتمع عبارة عن مجموعة اجتماعية كبيرة تحتوي على العديد من المجموعات الفرعية. من سمات المجموعات الاجتماعية أن تكون المجموعات الصغيرة في مجموعات كبيرة. يغطي علم اجتماع المجموعات الصغيرة المجموعات الصغيرة المختلفة الموجودة في المجتمعات على مستوى علم الاجتماع الجزئي.